# Jo Freeman
Jo Freeman ou Joreen (26 de Agosto de 1945) é uma cientista política, advogada, acadêmica, escritora e feminista estadunidense autora de vários artigos clássicos da teoria feminista. Nas décadas de 1960 e 1970, como estudante na Universidade da Califórnia, Berkeley e depois na Universidade de Chicago, Freeman militou ativamente nos movimentos sociais em prol dos direitos civis, da liberdade de expressão e de libertação das mulheres. Seus escritos, muitas vezes publicados sobre o pseudónimo Joreen, abrangeram também os temas da políticas públicas voltada para as mulheres e teorias dos movimentos sociais e dos partidos políticos.
É reconhecida pelo influente ensaio A tirania das organizações sem estrutura (The Tyranny of Structurelessness), publicado em 1971.

## Biografia
Jo Freeman nasceu em Atlanta, Geórgia, em 1945. Sua mãe, Helen, serviu durante a Segunda Guerra Mundial como primeira-tenente no Corpo de exército feminino na Inglaterra. Logo após o nascimento de Jo, ela se mudou para Los Angeles, Califórnia. Lá, mais tarde, Jo frequentou a Birmingham High School, mas se formou na primeira turma da Granada Hills High School no ano de 1961.
Ela se bacharelou em ciências políticas na Universidade da Califórnia, em Berkeley, em 1965. Em 1968, começou sua pós-graduação na mesma área na Universidade de Chicago, onde concluiu seu PhD em 1973. Depois de quatro anos lecionando na State University of New York, ela foi para Washington, como fellow da Brookings Institution e da American Political Science Association. Em 1979, ela entrou na Escola de Direito da Universidade de Nova York como bolsista Root-Tilden e recebeu seu Juris Doctor em 1982. Ela foi admitida na Ordem dos Advogados do Estado de Nova York em 1983.
Ainda em 1979, Freeman mudou-se para Park Slope, no Brooklyn, Nova Iorque, em 1979 e vive em Kensington desde 1985.